# Aitzol
José de Ariztimuño Olaso (Tolosa, 18 de marzo de 1896 - Hernani, 17 de octubre de 1936), conocido también por el seudónimo de «Aitzol», fue un clérigo, periodista y escritor en euskera y castellano. Aitzol fue fundador de la revista Yakintza y director de la sociedad Euskaltzaleak. Durante la Guerra Civil, fue detenido y fusilado por las fuerzas franquistas a pesar de su condición de sacerdote.

## Biografía
Ordenado sacerdote en Vitoria en 1922, en 1930 fue nombrado director de la sociedad Euskaltzaleak y se entrega al renacimiento de la cultura vasca animando y organizando certámenes literarios en euskera, representaciones teatrales, concursos de versolarismo, etc. 
Próximo al movimiento obrero, intentó influir en el mismo desde posiciones democristianas. En 1930 participó en la fundación diario El Día de San Sebastián, periódico de ideología nacionalista vasca. Al año siguiente publicó La Muerte del Euskera y en 1935 La democracia en Euzkadi. Fue un activo miembro del Partido Nacionalista Vasco, del que fue considerado uno de sus ideólogos.
Refugiado en el territorio vascofrancés de Labort, a su regreso en el buque Galerna hacia Bilbao fue detenido por las fuerzas sublevadas, encarcelado en la cárcel de Ondarreta y fusilado en las tapias del cementerio de Hernani junto con otras 191 personas.